# St. Helena forrópont

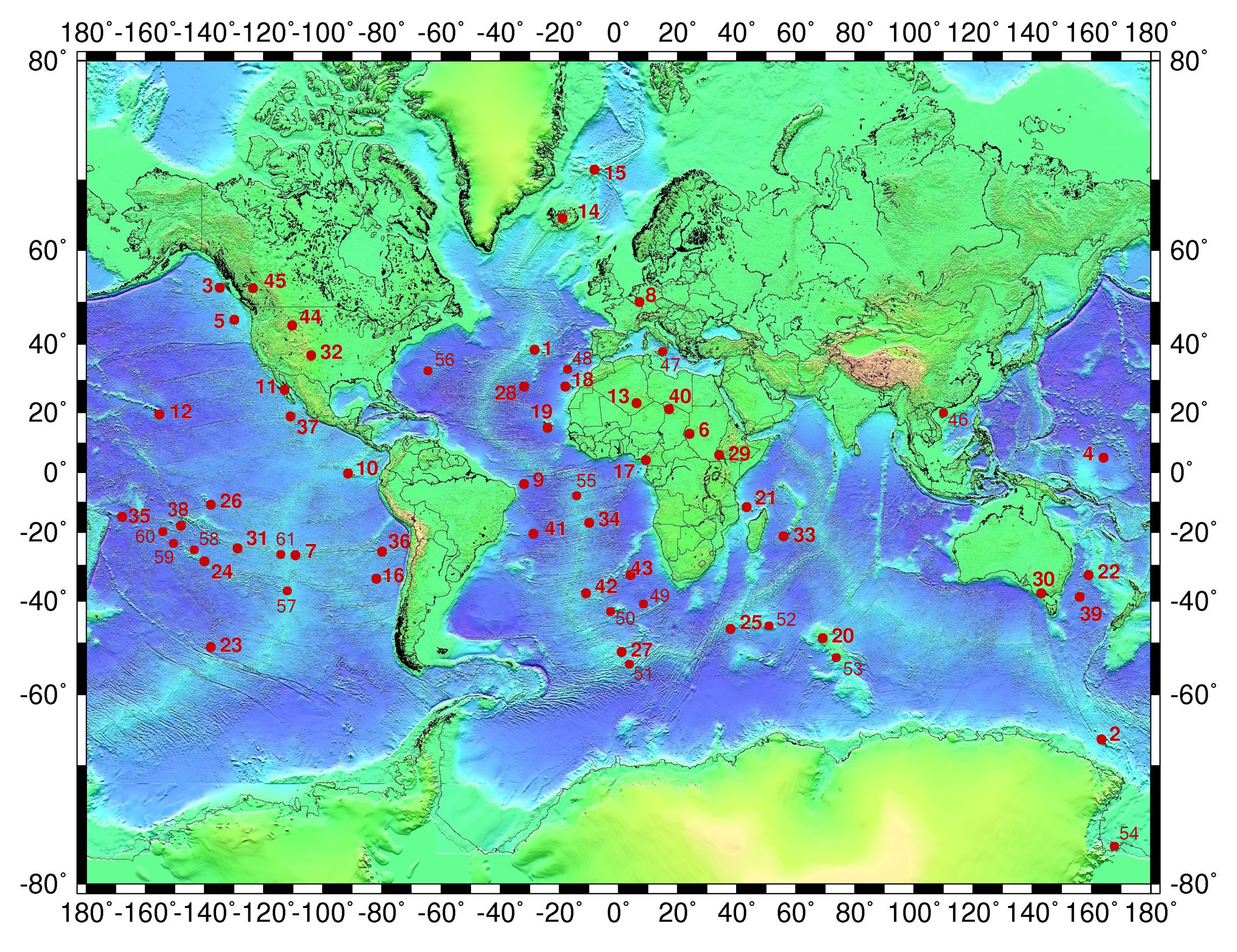
34-es számmal a déli Atlanti óceánban a St. Helen forrópont

A St. Helena forrópont a Szent Ilona szigetét létrehozó köpenyfeláramlás. Mára valószínűleg a magamutánpótlása megszűnt, így a területen vulkáni aktivitás már nem tapasztalható.

## Története
A forrópont valószínűleg 145 millió éve kezdett működni, így egyike a legősibb ismert forrópontoknak. A holocén során nem tudunk kitöréséről, a legfiatalabb ismert vulkanikus aktivitás a Josephine tengeri hegységben, 2,6 millió éve volt, a pleisztocén időszak legeleje táján.
A legkorábbi azonosított nyom mintegy 80 millió éve keletkezett, ez a vonulat északkeleti végén található. A forrópont az afrikai-lemez mozgásának megfelelően, a közeli Gough forróponttal párhuzamosan délnyugati irányban haladt végig a kéreglemezen. Ez alapján becsülhető a működésének kezdeti időszaka.
A forrópont által létrehozott vonulat látszólag a Kamerun-vonal folytatásában található, azonban geokémiai és tektonikai bizonyítékok alapján a két vulkanikus területnek egymáshoz köze nincs. Ezek közül a legfontosabb, hogy a Kamerun-vonalon időbeliség nincs, a teljes vonal nagyjából egyidejű aktivitást mutat.